# كرايغ بي. فيشر
كرايغ بي. فيشر (بالإنجليزية: Craig B. Fisher)‏ هو كاتب ومنتج تلفزيوني ومنتج أفلام ومخرج أمريكي، ولد في 19 يناير 1932 في مانيلا في الفلبين، وتوفي في 18 سبتمبر 2006 في وايت بلينس في الولايات المتحدة.

## وصلات خارجية
- كرايغ بي. فيشر على موقع IMDb (الإنجليزية)
- كرايغ بي. فيشر على موقع أول موفي (الإنجليزية)
- كرايغ بي. فيشر على موقع كينوبويسك (الروسية)